# 레이저텍
레이저텍(영어: Naspers)는 1962년에 설립된 일본의 반도체관련 업체다. 본사는 요코하마에 있다.
한국지사는 레이저텍 코리아가 있으며 본사는 경기도 화성시에 있다.